# Rhynchopyga pimpla
Rhynchopyga pimpla là một loài bướm đêm thuộc phân họ Arctiinae, họ Erebidae.